# Alena Kováčová
Alena Kováčová (Poprad, 10 novembre 1978) è un'ex cestista slovacca.

## Carriera
Con la Slovacchia ha disputato i Giochi olimpici di Sydney 2000, i Campionati mondiali del 1998 e quattro edizioni dei Campionati europei (1995, 1997, 1999, 2003).